# Orbivirus
Orbivirus és un gènere de virus dins la família Reoviridae. Actualment es considera que té 22 espècies i com a mínim 130 serotips diferents. Els Orbivirus poden infectar i replicar dins un ampli rang d'hostes artròpodes i vertebrats. Orbi en llatí significa anell, ja que aquests virus tenen aquesta forma.
L'espècie tipus és el virus de la llengua blava (Bluetongue virus).

## Partícules virals
Els virons són partícules no embolcallades que fan entre 70-80 nm de diàmetre. Les partícules d'aquests virus són esfèriques i tenen simetria icosahèdrica.

## Genoma
Aquest virus tenen genomes d'ARN en doble cadena i, per tant, es classifiquen com virus de la Classe III. El seu genoma és linear i està segmentat en 10 segments.

## Replicació
Molts Orbivirus preferentment infecten cèl·lules endotèliques vasculars. Entren dins l'hoste per endocitosi. Tot el cicle de replicació viral té lloc en el citoplasma de la cèl·lula hoste.

## Patogènesi
Els orbivirus principalment causen malalties en animals. Les seves diferents espècies tenen especificitat cap als seus hostes. Els vectors de transmssió són diversos dípters i paparres. El virus de la llengua blava, que infecta la ramaderia d'animals remugants, ha estat molt estudiat. Altres espècies d'orbivirus produeixen malalties en animals com els cavalls (African Horse sickness) i encefalosi equina.

## Classificació
Aquest gènere ha estat dividit en diversos serogroups.
- Lebombo virus
- Pata virus
- African horse sickness serogroup 
  - African horse sickness virus
- Bluetongue serogroup
  - Toggenburg orbivirus
- Changuinola serogroup
  - Altamira virus
  - Almeirim virus
  - Caninde virus
  - Changuinola virus
  - Irituia virus
  - Jamanxi virus
  - Jari virus
  - Gurupi virus
  - Monte Dourado virus
  - Ourem virus
  - Purus virus
  - Saraca virus
- Colorado tick fever serogroup
  - Colorado tick fever virus
- Corriparta serogroup
  - Acado virus
  - Corriparta virus
- Eubenangee serogroup
  - Eubenangee virus
  - Tilligerry virus
- Epizootic haemorrhagic disease serogroup
  - Epizootic hemorrhagic disease virus 1
  - Epizootic hemorrhagic disease virus 2
  - Kawanabe virus
- Equine encephalosis serogroup
  - Equine encephalosis virus
- Kemerovo serogroup
  - Essaouira virus
  - Kala iris virus
  - Mill Door/79 virus
  - Rabbit syncytium virus
  - Tribeč virus
  - Great Island subgroup
    - Broadhaven virus

  - Kemerovo subgroup
    - Kemerovo virus

  - Chenuda subgroup
  - Wad Medani subgroup
- Orango serogroup
  - Orungo virus
- Palyam serogroup
  - Abadina virus
  - Apies River virus
  - Bunyip Creek virus
  - Chuzan (Kasba) virus
  - CSIRO Village virus
  - D'Aguilar virus
  - Marrakai virus
  - Petevo virus
  - Vellore virus
- Wallal serogroup
  - Wallal virus
- Warrego serogroup
  - Mitchell River virus
  - Warrego virus
- Wongorr serogroup
  - Paroo River virus
  - Picola virus
  - Wongorr virus